# Cavall lusità

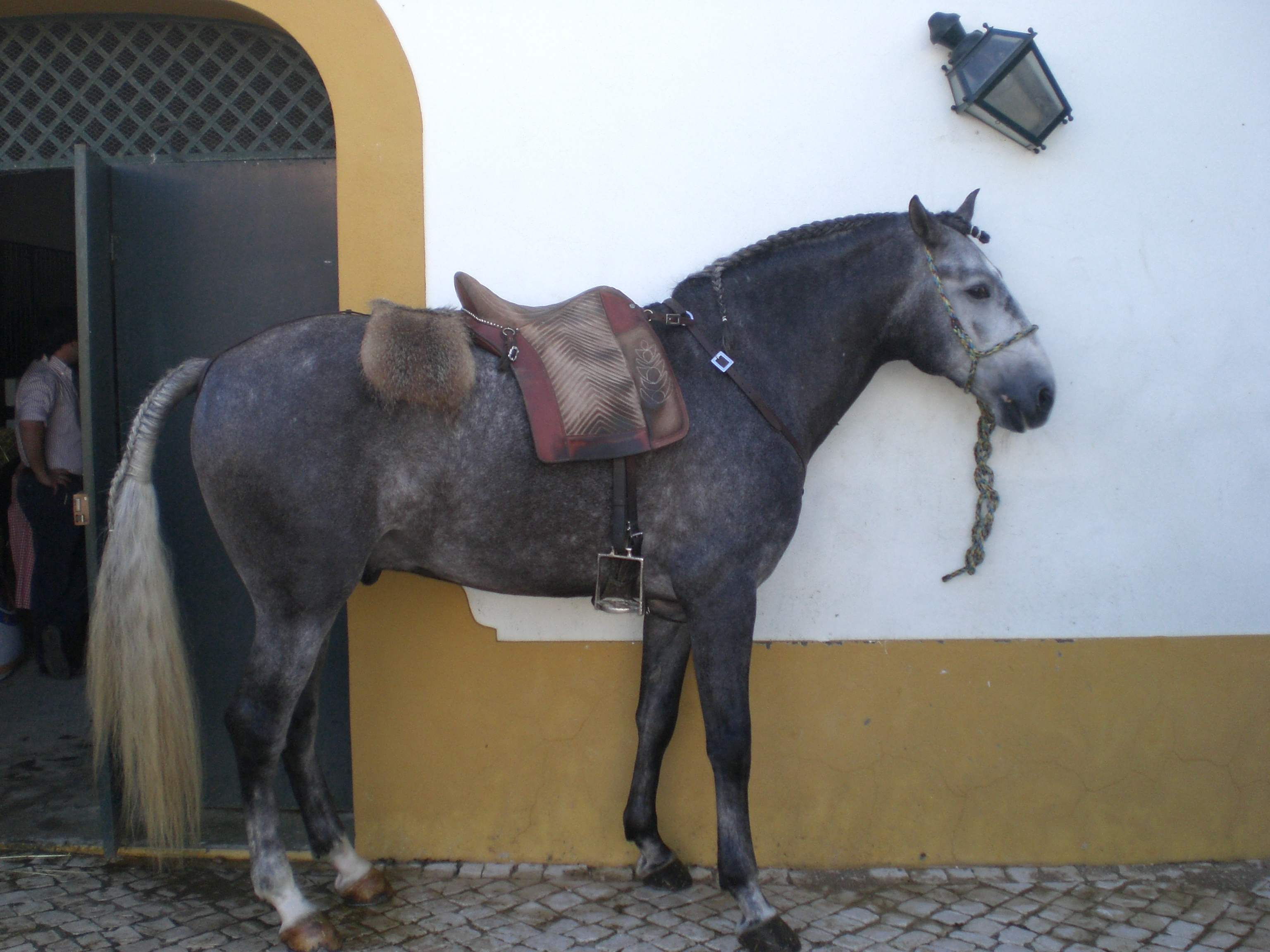
Cavall lusità

El cavall lusità és una raça de cavall d'origen portuguès; el nom deriva de Lusitània. Es tracta d'un cavall ibèric de tipus barroc que, fins a la dècada del 1960, va compartir llibre de registre amb el cavall andalús.

## Història
L'origen del Lusità prové dels cavalls que ja existien a la península Ibèrica des del 20.000 aE, i el 800 aE on eren utilitzats com a cavalls de guerra. La fama dels cavalls de Lusitània es remunta a l'època romana, que atribuïa la seva velocitat a la influència del vent de ponent, que es considerava capaç de fecundar les eügues. Quan els musulmans van envair Ibèria l'any 711 dC, van portar cavalls àrabs i barbarescs que es van creuar amb cavalls autòctons, desenvolupant una espècie que va millorar les aptituds per a la guerra, la doma i els toros. El cavall portuguès va rebre el nom de Lusitano, com a antic nom romà de la regió que ocupa l'actual Portugal. Hi ha quatre llinatges principals de la raça avui en dia, i les característiques difereixen lleugerament entre cada línia.

### Edat Moderna
Abans dels temps moderns, les races de cavalls a tot Europa eren conegudes principalment pel nom de la regió on es criaven. El Lusitano pren el seu nom de Lusitània, l'actual Portugal. Un cavall molt semblant, l'andalús, es descriure originalment com un cavall de diferent qualitat que tenia origen a 'Andalusia. Algunes fonts afirmen que l'andalús i el lusitano són genèticament de la mateixa raça, i l'única diferència és el país on neixen cada individu. El lusitano també és conegut com el cavall portuguès, peninsular, betico-lusitano.
Durant els segles XVI i XVII, els cavalls es van moure contínuament entre Espanya i Portugal. Els sementals d'Andalusia es van utilitzar per millorar la cavalleria portuguesa. L'èxit de la guerra de restauració portuguesa contra Espanya (1640–1668) es va basar en part en tropes muntades a cavall de pura sang espanyola. Durant el regnat de Felip III de Portugal, conegut també com a Felip IV de Castella, la cria de cavalls portuguesos va arribar al seu punt més baix. Els espanyols van aprovar lleis per aturar la producció de cavalls de cavalleria del país, i les granges de cavalls que existien eren gestionades en secret amb cavalls de contraban o robats d'Espanya. Aquestes granges secretes, però, van proporcionar la base per al modern lusitano. El 1662, quan Carles II d'Anglaterra es va casar amb Caterina de Bragança de Portugal, el dot reial incloïa les guarnicions de Tànger i Bombai de Portugal. Aquestes guarnicions incloïen grans grups de cavalleria portuguesa, muntats sobre cavalls ibèrics.

### Edat Contemporània
Abans de la dècada de 1960, el cavall de tipus ibèric s'anomenava andalús tant a Portugal com a Espanya. El 1966, el nom Lusitano va ser adoptat per Portugal després d'una separació del llibre genealògic per part dels dos països. Les revolucions de les colònies africanes de Portugal van tenir com a resultat el quasi col·lapse econòmic del país. La classe terratinent va atreure agitadors polítics, les finques van ser desallotjades, es van trencar els segells i es van vendre els seus cavalls a Espanya. No obstant això, les millors línies es van salvar gràcies als esforços dels criadors, i la cria aviat va augmentar. Actualment, els lusitanos es crien principalment a Portugal i Brasil, però mantenen presència a molts altres països del món, com ara Austràlia, Estats Units, Gran Bretanya, Sud-àfrica i altres països europeus. Els cavalls creuats de sang lusitana parcial són populars, especialment quan es creuen amb sang andalusa, àrab o pura sang.

## Descripció
La seva alçada a la creu va des dels 150 als 160 cm; són compactes, de quarts posteriors musculosos, potes fortes i llargues, amb gran amplitud en el pas, gropa inclinada, cua d'inserció baixa, pit ample, costelles arrodonides, front ample, nas romà, pèls abundants en les crineres i en la cua. Els cavalls lusitans presenten gran varietat de colors sòlids, i en són els menys freqüents i buscats el palomino i el cremello.
Igual que passa amb el cavall andalús, tradicionalment s'ha destacat la seva bravura, flexibilitat i noblesa, que els fan adequats per a la munta, el rejoneo i la doma clàssica.